# Blitzkrieg (band)
Blitzkrieg is een Britse heavy metal-band. Ze behoort tot de stijlbepalende bands van de New Wave of British Heavy Metal.

## Bezetting
Oprichters
- Brian Ross (zang)
- Ian Jones (gitaar, 1980–1981)
- Jim Sirotto (gitaar, 1980–1981, 1984–1986)
- Steve English (basgitaar, 1980–1981)
- Steve Abbey (drums, 1980–1981)

Huidige bezetting
- Brian Ross (zang)
- Bill Baxter (basgitaar, sinds 2012)
- Ken Johnson (gitaar, sinds 2002)
- Alan Ross (gitaar, sinds 2012)
- Mick Kerrigan (drums, sinds 2012)

Voormalige leden
- Mick Moore (basgitaar, 1981–1983, 1984–1986, 1991)
- John Antcliffe (gitaar, 1981)
- Steve Bird (gitaar, 1982–1983)
- Les Cheetham (gitaar, 1982–1983)
- Gary Young (drums, 1982–1983)
- Russ Tippins (gitaar, 1983–1984)
- Steve Ramsey (gitaar, 1983–1984)
- Graeme English (basgitaar, 1983–1984)
- Sean Taylor (drums, 1983–1984, 1991–1994)
- Mick Proctor (gitaar, 1984–1986)
- J D Binnie (gitaar, 1986–1987)
- Darren Parnaby (basgitaar, 1986–1987)
- Sean Wilkinson (drums, 1986–1987)
- Chris Beard (gitaar, 1986–1987)
- Robbie Robertson (basgitaar, 1988–1989)
- Steve Robertson (gitaar, 1988–1989)
- Kyle Gibson (drums, 1988–1989)
- Glenn S Howes (gitaar, 1988–1990, 1996–1999)
- Tony J. Liddle (gitaar, 1989–1996, 2000–2003)
- Glenn Carey (basgitaar, 1989–1990)
- Gary Young (drums, 1989–1990)
- Paul Nesbitt (gitaar, 1991, 1998–2006)
- Dave Anderson (basgitaar, 1992–1994)
- Phil Millar (gitaar, 1996)
- Steve Ireland (basgitaar, 1996)
- Paul Ward (drums, 1996)
- Paul White (drums, 1996)
- Gav Gray (basgitaar, 1996–1999)
- Neil Nattrass (drums, 1996)
- Martin Richardson (gitaar, 1996–1998)
- Mark Hancock (drums, 1996–1998)
- Mark Wyndebank (drums, 1998–1999)
- Andy Galloway (basgitaar, 2001–2002)
- Phil Brewis (drums, 2001–2012)
- Paul Brewis (basgitaar, 2004–2012)
- Guy Laverick (gitaar, 2006–2012)

## Geschiedenis
Nadat de band in oktober 1980 in Leicester was geformeerd, kreeg ze spoedig een platencontract bij Neat Records. Daar werd de single Buried Alive uitgebracht, met als B-kant Blitzkrieg. Nadat de band een song had opgenomen voor de compilatie Lead Weight, volgde een uitgebreide tournee door het Verenigd Koninkrijk. Al in december 1981 werd de band ontbonden.
Brian Ross en Mick Moore formeerden eerst Avenger en toerden vervolgens in 1983 met Satan. Aangezien Ross van mening was dat de tijd was gekomen om het debuutalbum van Blitzkrieg uit te brengen, begon men spoedig met de opnamen. Het album A Time Of Changes, wiens publicatie eigenlijk had moeten plaatsvinden in 1981, verscheen in 1986.
De band kreeg grote bekendheid, toen Metallica de toenmalige B-kant Blitzkrieg als coverversie uitbrachten op de maxisingle Creeping Death en op Garage Inc.. Drummer Lars Ulrich kwalificeerde de band als bepalende invloed op de stijl van de band. De song verscheen op talrijke compilaties.
In 1991 verscheen het in de lente opgenomen album 10 Years of Blitzkrieg, waarop nieuwe versies van de beide songs van de single en drie nieuwe songs zijn te horen. Het volgende album was Unholy Trinity, dat in 1995 werd uitgebracht en welke opnamen drie jaar hebben geduurd. Het kreeg over het algemeen goede kritieken, terwijl de band meermaals optrad in Griekenland en Duitsland. Daar speelden ze onder andere tijdens het Wacken Open Air op 8 augustus 1998. Kort daarvoor op 13 juni was het album The Mists of Avalon verschenen, waarop Glenn S. Howes zijn terugkeer vierde en Tony J. Liddle verving.
In 1999 kon de band haar successen uitbouwen en speelden ze onder andere tijdens het Amerikaanse festival Metal Meltdown 1, voordat Ross in april 2000 bij een auto-ongeluk dermate gewond raakte, dat een onderbreking van 6 maanden noodzakelijk was. Kort daarna formeerde hij een nieuwe bezetting, met deze keer weer Liddle als gitarist. Naast het schrijven van songs voor een nieuw album, concentreerde men zich vooral op repetities voor een optreden bij het Zweedse Motala Festival, waar de band op 16 februari 2002 optrad. Nadat het album Absolute Power was opgenomen, trad de band samen met Diamond Head en Saxon op tijdens het Metal Meltdown 4 en speelden ze op 3 augustus weer in Wacken. Dit is daarom opmerkelijk, omdat er slechts weinig bands waren, die twee optredens bij dit festival te beurt vielen. Na het uitbrengen van Absolute Power op 7 oktober 2002 verving Ken Johnson in 2003 Liddle. In 2004 werd het livealbum Absolutely Live uitgebracht, waarna in 2005 Sins & Greed volgde. Op 10 augustus 2007 verscheen Theatre of the Damned bij Armageddon Music.
Na een meerjarige onderbreking en meerdere mutaties kondigde de band in de zomer van 2012 een nieuw album aan voor einde 2012. In Europa werden sporadisch festivaloptredens afgewerkt, waarbij de band ook al enkele songs speelden van het nog niet uitgebrachte nieuwe album. Onder de naam Back from Hell werd dit comebackalbum op 22 oktober 2013 uiteindelijk uitgebracht bij Metal Nation Records. De vakpers was positief, omdat het weer meer organisch en vrolijker dan de beide voorgangers klonk.

## Discografie
- 1985: A Time Of Changes
- 1991: 10 Years Of Blitzkrieg
- 1995: Unholy Trinity
- 1997: Ten
- 1998: The Mists Of Avalon
- 2002: Absolute Power
- 2003: A Time Of Changes - Phase 1
- 2004: Absolutely Live!
- 2005: Sins & Greed
- 2007: Theatre of the Damned
- 2013: Back From Hell
- 2018: Judge Not